# Sántha László (filmrendező)
Sántha László (Budapest, 1949. október 14. –) magyar filmrendező, forgatókönyvíró, tanár a New York University (NYU) filmes tanszéken.

## Pályája
Filmrendezői diplomát a Színház- és Filmművészeti Főiskolán szerzett.
Harminc éve dolgozik a filmszakmában Magyarországon és az USA-ban. Filmjei közül a Tetovált falak, a Belső mozi és a Kutyabaj szerepelt a Montreal-i, a Telluride-i, a berlini, a Los Angeles-i, az Oberhausen-i, a Fort Lauderdale-i és a krakkói filmfesztiválon.
Művészeti vezető volt a Tatabányai Városi Televíziónál.
1991-ben kiemelt előadó volt a CINE Golden Eagle Showcase-n Washington-ban.
Dolgozott mint rendező, író, producer, és story-editor (dramaturg) független filmeseknek: Sandford-Pillsbury Productions, Outlaw Productions, Zeta Entertainment, Forum Film, Hétfői műhely, és a Santa Monica-i City TV.  Vendégelőadó (visiting Scholar) volt a UCLA Filmes tanszékén. Előadásokat tartott a Kelet-európai filmről amerikai egyetemeken: UCLA, UC Berkeley, UC Santa Barbara, Umass Amherts es Bard College.
Elnyerte a legjobb filmhíradó díját a Magyar Rövidfilm Fesztiválon, (Miskolcon), a legjobb dokumentumfilm díjat a miskolci dokumentumfilm-fesztiválon (Rockfogyatkozás)  es a Gold Award-ot a Charleston-i Nemzetközi Filmfesztiválon (Kutyabaj – Dog Tax).
Filmjeit vetítették a Pacific Film Archive-ban (Berkeley, USA), és a Millennium Workshop-ban (New York, USA).
Nyolc évig élt Los Angelesben. 1998 óta New Yorkban él.
Felesége: Szabolcsi Anna, professzor a New York-i Egyetem nyelvészeti tanszékén.

## Filmjei
- Alfa (1975)
- Rockfogyatkozás; dokumentumfilm; (társrendező: Árvai Jolán)
- Tetovált falak (Tattooed Walls)
- Kutyabaj (Dog Story) (1992)
- Belső mozi
- André Kertész három élete (társrendező: Siklósi Szilveszter)
- Egy nap rock (1981)
- Kettős kötésben

### Forgatókönyvei
- Isten veletek, oroszok (Rendező: Vészi János)
- Bark! (Ugass!) a Samuelson Productions részére;
- Stolen Girls (Leányregény) a Barking Dog Production részére.

## Külső hivatkozások
- Sántha László a PORT.hu-n (magyarul)
- imdb
- NY Fészek klub Archiválva 2007. szeptember 28-i dátummal a Wayback Machine-ben
- Tanítványai a Vimeon